# 第16戦闘飛行隊
第16戦闘飛行隊（英語: Fighter Squardron 16, VF-16）は、アメリカ海軍の航空部隊の一つ。ニックネームはファイティング・エアデールズ（Fighting Airedales）。第二次世界大戦中の1943年に設立され、終戦後の1945年11月16日に解隊された。

## 歴史

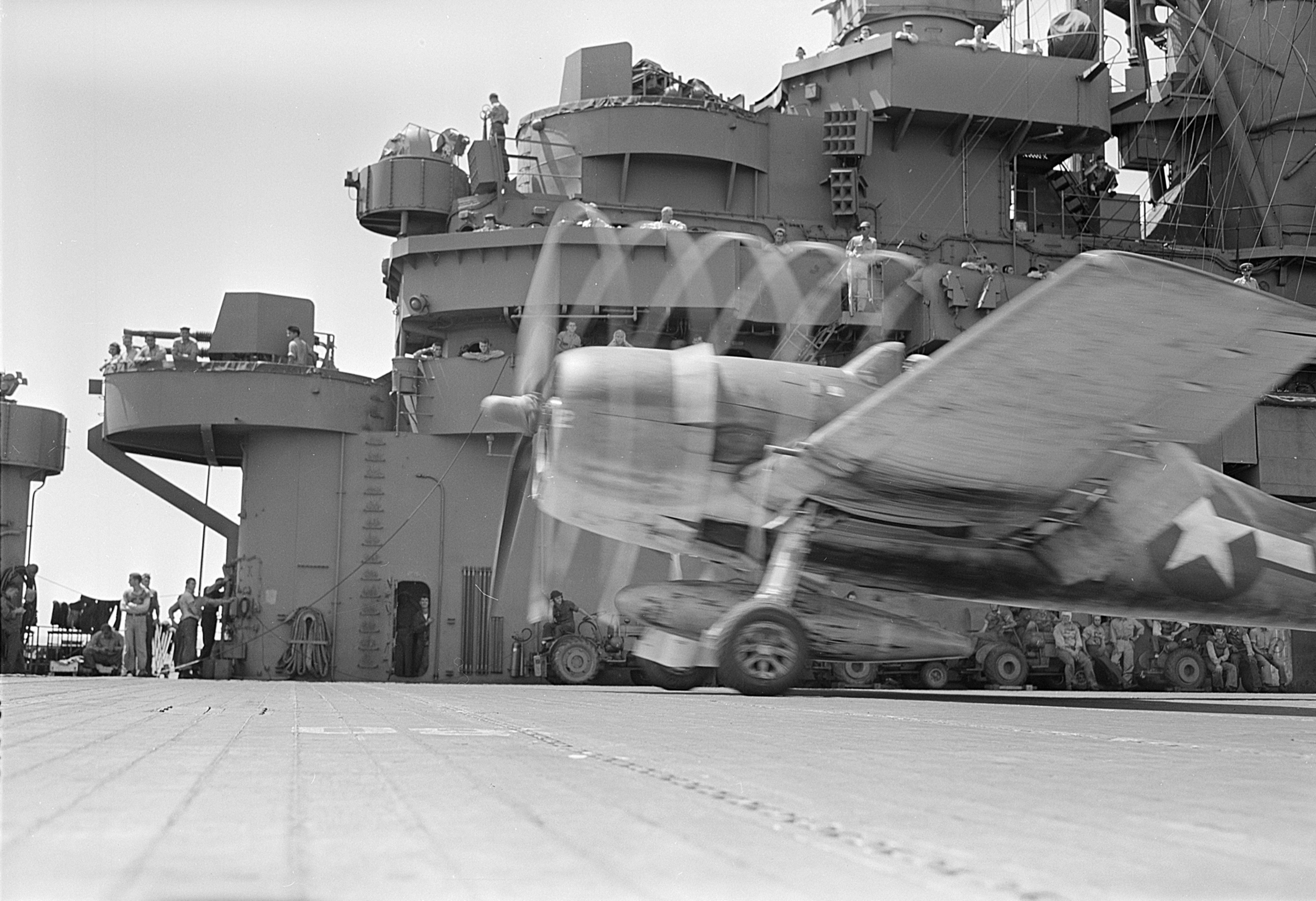
1943年、レキシントンから発艦するVF-16所属のF6F-3

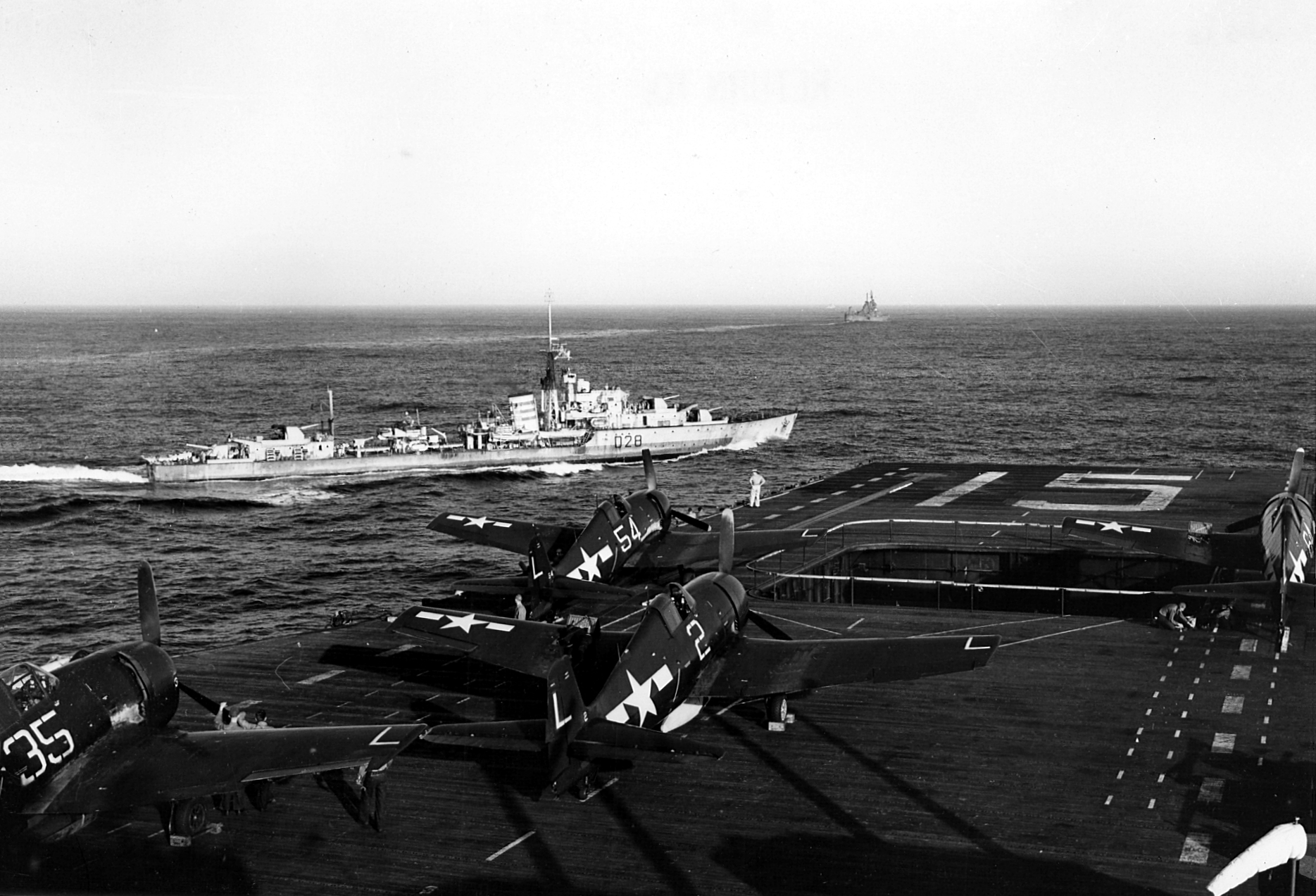
1945年8月、ランドルフ艦上のVF-16所属のF6F-5

第16戦闘飛行隊（以下、VF-16）は1943年の創設後、同年11月下旬に空母レキシントンへ配備され、タラワの戦いを含むギルバート・マーシャル諸島の戦いに参加した。11月23日には、VF-16のパイロットが17機の日本軍機を撃墜した。VF-16は1943年末までに合計55機を撃墜し、3人のエース・パイロットが誕生した:19。
1944年6月19日、マリアナ沖海戦に参加。「マリアナの七面鳥撃ち」（Great Mariana Turkey Shoot）で知られるこの戦いでは、アレキサンダー・ブラシウ大尉（Alexander Vraciu）が8分間に6機の艦上爆撃機彗星を撃墜した。
1945年、VF-16は空母ランドルフに配備された。